# フーディーニ&ドイルの怪事件ファイル 〜謎解きの作法〜
『フーディーニ&ドイルの怪事件ファイル 〜謎解きの作法〜』（フーディーニアンドドイルのかいじけんファイル、原題: Houdini & Doyle）は2016年にイギリス、アメリカ、カナダで放送されたドラマシリーズ。日本ではSTARチャンネルやBSトゥエルビ、TOKYO-MXなどで吹替版、字幕版共に放送された。
アメリカの奇術師ハリー・フーディーニとイギリスの作家・医師のアーサー・コナン・ドイルの実在した2人が数々の怪事件を解決していく1話完結のミステリードラマ。シーズン1全10話で打ち切りとなった。

## あらすじ
舞台はドイルが『最後の事件』においてシャーロック･ホームズを死亡させ、『大ボーア戦争』を出版した後の1901年のイギリス、ロンドン。
アメリカからやってきた現実主義の人気奇術師“脱出王”ハリー・フーディーニと、心霊主義で「名探偵シャーロック・ホームズ」シリーズの著者アーサー・コナン・ドイル。正反対の価値観を持つ2人は時にぶつかり合いながらもお互いの知恵を絞り、女性初のロンドン警視庁巡査であるアデレード・ストラットンと共に、心霊現象や宇宙人の仕業とされる怪事件を解決してゆき、同時にストラットン巡査の秘密にも迫っていく。

## 登場人物
ハリー・フーディーニ
演：マイケル・ウェストン／声：森久保祥太郎
アメリカからやって来た“脱出王”の異名をとる人気奇術師。
ユダヤ系であり、それが原因で人種差別を受けた過去がある。
現実主義で心霊や怪奇現象は信じておらずその全てをトリックと決めつけ暴いていく。
端整な顔立ちで女性好きであり、容疑者とベッドを共にしたり、ストラットン巡査に気がある素振りを見せる。
父を早くに亡くし母と2人で暮らしていたためか少々マザコン気味なところがあり、母のランチデートをドイルとストラットンを連れ偵察に行っている。
奇術の腕は本物で興行は連日満員であり、ロンドンでは顔や名前が知られている。
アーサー・コナン・ドイル
演：スティーブン・マンガン／声：三宅健太
言わずと知れたシャーロック・ホームズシリーズの生みの親であり医師。
幼い娘と息子がおり妻は病気により半年以上意識不明。
妻のためにどんな病気や怪我も治すという神の手を持つ牧師や降霊術を行う霊媒師を介し妻との対話を試みることもある。
心霊オタクであり、怪奇事件の際は怪奇現象があるという前提で捜査を始めることが多いが、それが原因でフーディーニとぶつかることも多い。
アデレード・ストラットン
演： レベッカ・リディアード／声：坂本真綾
ロンドン警視庁初の女性職員であり巡査。女性差別に合いながらも女性の地位向上のために奮闘している。
真面目な性格であるが怪奇現象については肯定することもあり、最初から信じていないわけではない。
フーディーニからデートに誘われたり口説かれたりもするが、ほとんどの場合あしらっている。
実は未亡人であり、更に名前も偽名という謎の多い女性。

## サブタイトル一覧
1. 「亡霊殺人」 The Maggie's Redress
2. 「魂の復讐」 A Dish of Adharma
3. 「神の手」 In Manus Dei
4. 「怪人バネ足ジャック」 Spring-Heel'd Jack
5. 「霊の語り手」 The Curse of Korzha
6. 「ネザームアのエイリアン」 The Monsters of Nethermoor
7. 「ベドラムの悪魔」 Bedlam
8. 「吸血鬼ハンター」 Strigoi
9. 「死者との通信」 Necromanteion
10. 「静かなる殺し屋」 The Pall of LaPier